# Wendisch Rietz
Wendisch Rietz ist eine amtsangehörige Gemeinde im westlichen Landkreis Oder-Spree in Brandenburg. Die Amtsgeschäfte werden vom Amt Scharmützelsee geführt. Die Gemeinde ist seit 2001 staatlich anerkannter Erholungsort.

## Geografie
Die Gemeinde Wendisch Rietz liegt ca. 60 km südöstlich von Berlin, ungefähr 7 km südöstlich von Storkow (Mark) und 17 km westnordwestlich von Beeskow in Brandenburg. Der Ort liegt am südlichen Ende des Scharmützelsees, der mit einer Länge von 10 km und einer Fläche von 12,1 km² der zweitgrößte See in Brandenburg ist (nach dem Schwielochsee). Der Ort liegt umgeben von weiteren Seen (Großer Storkower See, Großer Glubigsee, Kleiner Glubigsee, Großer Gresensee, Kleiner Gresensee, Großer Wucksee, Kleiner Wucksee und Springsee) in einem großen Waldgebiet.
Die Gemarkung von Wendisch Rietz grenzt im Norden an die Gemarkungen von Dahmsdorf und, durch den Scharmützelsee getrennt (der insgesamt zu Bad Saarow gehört!), an die Gemarkung von Radlow, im Osten an Glienicke, im Südosten an Behrensdorf, im Süden an Limsdorf (bzw. die frühere Gemarkung von Möllendorf, nun vereinigt mit der Gemarkung Limsdorf), und im Westen an die Gemarkung von Bugk und die Stadtgemarkung von Storkow (Mark). Der Ort ist über die B 246 von Storkow (Mark) gut zu erreichen. Kleinere Straßen führen vom Ort nach Dahmsdorf und Radlow.
Der nördliche Teil der Gemarkung mit der näheren Umgebung des Dorfkerns liegt in einem eiszeitlichen Dünenfeld, bestehend aus Parabeldünen.

## Gemeindegliederung
Zu Wendisch Rietz gehören die Wohnplätze Neue Mühle, Waldfrieden und Wendisch Rietz Siedlung (ehemals Behrensdorf-Siedlung).

## Geschichte
Wendisch Rietz wurde 1376 erstmals urkundlich erwähnt. Die Siedlung dürfte aber schon in slawischer Zeit entstanden sein, wie sich aus dem Ortsnamen schließen lässt. Der Name Rietz lässt sich vom altsorbischen *Rěc ableiten, also Land/Ort am Fluss, was auch der Lage am Storkower Gewässer entspricht. Nach der Ortsstruktur handelt es sich um ein Gassendorf mit Gut.
Am 19. August 1376 belehnte Reinhard von Strehle, der damalige Besitzer der Herrschaften Beeskow und Storkow, die Brüder Diprand, Fritz und Friedrich von Queis mit den Dörfern Groß Schauen, Dahmsdorf und Wendisch Rietz. Am 25. Januar 1450 belehnte Wenzel von Biberstein zu Sorau, Beeskow und Storkow die Gebrüder Siegmund und Hans von Queis zu Wendisch Rietz mit den an sie gefallenen Lehngütern. Im selben Jahr übertrug er dem Hentze von Queis eine freie Schaftrift im Dorf. 1451 belehnte er die Ehefrau von Hentze von Queiß mit den Dörfern Wendisch Rietz und Dahmsdorf als Leibgedinge. 1464 ist Hans von Queis Zeuge in einer von Wenzel von Biberstein ausgestellten Urkunde.
1477 verpfändete Hans von Biberstein die Herrschaften Beeskow, Storkow und Sorau an die brüderlich gemeinsam regierenden Herzöge und Kurfürsten Ernst und Albrecht von Sachsen um 62.000 Rheinische Gulden. Er durfte aber bis zu seinem (erbenlosen) Tod 1490 im Besitz der Herrschaften bleiben.
1488 waren die von Retzow in den Besitz von Wendisch Rietz gekommen. Am 17. März 1488 belehnte Hans von Biberstein zu Sorau, Beeskow und Storkow den Hans von Retzow mit den Dörfern Wendisch Rietz und Dahmsdorf sowie mehreren Seen.
Hans von Retzow erhielt am 30. August 1500 die erneute Belehnung mit den Dörfern Wendisch Rietz und Dahmsdorf sowie mehreren Seen durch Georg von Schlieben, Hauptmann der Herrschaften Beeskow und Storkow, im Namen der sächsischen Herzöge Friedrich III. und Albrecht. Er soll auch 1508 noch im Besitz von Wendisch Rietz gewesen sein. 1512 hatten die von Bibersteiner die Herrschaften Beeskow und Storkow wieder zurückbekommen. 1518 musste der (namentlich nicht genannte) Besitzer von Wendisch Rietz im Kriegsfalle ein Ritterpferd stellen.
1518 verpfändeten die Bibersteiner die Herrschaften Beeskow und Storkow an Dietrich den Bischof von Lebus, der somit der neue Oberlehensherr von Wendisch Rietz und Dahmsdorf wurde. Spätestens 1519 hatte auch der Besitzer von Wendisch Rietz gewechselt. Am 11. April 1519 erhielt Balthasar von Seifertitz genannt Fuchs von Bischof Dietrich von Lebus die Belehnung mit den Dörfern Wendisch Rietz und Dahmsdorf sowie mehreren Seen. Er war der Sohn des Bernd von Seiffertitz und hatte einen Bruder Jakob, der wohl mitbelehnt war. Am 24. März 1529 bestätigte Bischof Georg von Lebus die Entscheidung von Schiedsleuten in einer Auseinandersetzung zwischen Balthasar von Seifertitz genannt Fuchs zu Wendisch Rietz und einem Kanoniker des Domkapitels Lebus über Rechte und Besitzungen des Müllers zu Wendisch Rietz. Am 31. Mai 1529 belehnte Bischof Georg von Lebus Balthasar Seiferitz genannt Fuchs zu Wendisch Rietz erneut mit Wendisch Rietz und Dahmsdorf und einigen Seen. 1537 bestätigte Bischof Georg von Lebus dem Balthasar Seiferitz genannt Fuchs zu Wendisch Rietz die 1527 erteilten Fischereirechte.
Bis 1553 war Peter Seelstrang in den Besitz von Wendisch Rietz und Dahmsdorf gekommen. Er erhielt von Bischof Georg von Lebus die Bestätigung seiner Lehen. Noch im selben Jahr musste er ein Darlehen in Höhe von 150 Gulden beim Domkapitel in Lebus aufnehmen, für das er einen Jahreszins von 9 Gulden bezahlen musste. Ebenfalls 1553 ist ein Weinberg zu Wendisch Rietz erwähnt.
Am Donnerstag nach Circumcis. Dom. (Beschneidung des Herrn) (= 4. Januar) 1554 wurde Hans Selstranck zu „Trebutsch“ (Trebatsch) von Bischof Johann von Lebus mit einem freien Hof auf dem Kietz in Beeskow mit sechs freien Hufen und einem Burglehn vor dem Damme auf der Leimgrube belehnt. In die gesamte Hand aufgenommen waren sein Bruder Peter von Selstranck zu Wendisch Rietz und seine Vettern die Brüder Albrecht und Hans von Selstranck.
1573 kam Wendisch Rietz an das Amt Storkow und blieb unter der Verwaltung dieses Amtes bis 1872/74. 1573 wurde der Weinberg zu Wendisch Rietz vom Winzer des Amtes Storkow bewirtschaftet. 1576 lebten 10 Kossäten in Wendisch Rietz. Um 1590 waren von 11 Kossätenstellen zwei wüst; der Schulze ist erwähnt. Eine Kossätenstelle war zu einem Hopfengarten gemacht worden. Hinzu kam ein Vorwerk, eine Schäferei und ein Weinberg. 1600 waren es wiederum 10 Kossäten, die in Wendisch Rietz wohnten.
1639 gaben noch sieben Einwohner Getreidezinsen an das Amt Storkow. 1641 war das gesamte Dorf infolge der Wirren des Dreißigjährigen Krieges wüst und von seinen Bewohner verlassen. Die Neue Mühle ist 1641 erwähnt. 1692 waren von den zehn Kossätenhöfe immer noch vier Höfe wüst. Zwei Höfe waren mit Kossäten besetzt, auf einem Hof saß allerdings der Heideläufer (Unterförster). Die anderen Kossätenhöfe waren wohl zum Vorwerk gezogen worden, denn für zwei Höfe sollte das Vorwerk die Steuern entrichten. Auf den Kossätenhöfen erfolgte eine jährliche Aussaat von zwei Scheffeln bis sechs Scheffeln vier Metzen Wintersaat und ein Scheffel Sommersaat. Es gab nur zwei Felder und die Ernten war sehr dürftig; die Kossäten ernteten nur das zweite Korn, hatten also als Ertrag nur die doppelte Menge der Aussaat. Jeder Kossät hatte noch Wiesen, auf denen drei Fuder Heu gemacht werden konnte. Entsprechend war auch die Hutung (Weide) gut. Außerdem konnte im Winter Rohr geschnitten werden, und auf dem Scharmützelsee durfte gefischt werden. Die Kossäten durften aber keine Schafe halten.
1719 wurde der Teerofen am Glubigsee angelegt. 1727 sind die Kossäten nun als Hüfner bezeichnet. Die jährliche Aussaat betrug 21 Scheffel 6 Metzen Wintersaat. 1735 hatte das Amtsvorwerk mit Wirtschaftsflächen in Wendisch Rietz und Dahmsdorf eine Größe von 833 Morgen, der Morgen wurde zu 180 Quadratruten gerechnet. Davon waren 707 Morgen Ackerland, 10 Morgen Gartenland und 116 Morgen Wiesen. Die Sozialstruktur im Dorf war wie folgt: sieben Kossäten, ein Büdner, ein Hirte und ein Wassermüller. 1745 sind nun zwei Mühlen genannt, eine Wassermühle mit einem Gang und eine Walkmühle, die Neue Mühle. Das Vorwerk in Wendisch Rietz wurde zusammen mit dem Vorwerk in Dahmsdorf bewirtschaftet.
Im Schmettauschen Kartenwerk von 1767/87 ist am Großen Glubigsee ein Teerofen verzeichnet, der spätere Wohnplatz Glubigsee. Die spätere Chaussee von Storkow nach Beeskow ist im Bereich östlich der neuen Mühle als Post Weg nach Beeskow bezeichnet. Die (alte) Wassermühle ist in dieser Karte allerdings in den Dorfkern verlegt.
1775 war die Bevölkerung auf sieben Kossäten(familien) und neun Büdner(familien) gewachsen. 13 Wohnhäuser standen damals in Wendisch Rietz, davon ein Mehrfamilienhaus. Insgesamt hatte Wendisch Rietz damals 102 Einwohner.
1801 beschrieb Friedrich Wilhelm Bratring Wendisch Rietz wie folgt: Dorf und Amts-Vorwerk mit sieben Ganzkossäten, einem Büdner, sechs Einliegern, eine Krug, einer Wassermühle und einem Nebenzollamt. Im Dorf standen 15 Feuerstellen (Wohnhäuser) mit 118 Bewohnern. Die bäuerliche Wirtschaftsfläche gibt er mit 10 Hufen an. Die Einwohner waren nach Dahmsdorf eingepfarrt. Separat wird die Neue Mühle beschrieben, als Wassermühle und Forsthaus unweit von Wendisch Rietz. Der dort wohnende Königliche Unterförster war für das Kolpinsche Revier zuständig. Der Wohnplatz bestand aus zwei Wohnhäusern, in denen sieben Menschen wohnten. In beiden Beschreibungen ist unter der Rubrik Besitzer das Domänenamt Storkow eingetragen.
Ab 1811 wurden die Vorwerke Wendisch Rietz und Dahmsdorf in Erbpacht gegeben. 1817 hatte Wendisch Rietz 108 Einwohner (einschließlich der Wohnplätze Glub und Neue Mühle). Der Wohnplatz Neue Mühle ist als Wassermühle und Forsthaus ausgewiesen, Glubig als Teerofen.
1837 standen 20 Wohnhäuser in Wendisch Rietz, zu dem auch die Etablissements Glubig, Wassermühle und Neue Mühle gehörten. 1837 und 1843 war es im Besitz des Leopold Bütow. Noch vor 1850 war Leopold Bütow gestorben, denn 1850 führt Berghaus seine Witwe Charlotte Bütow als Besitzerin des Vorwerkes Wendisch Rietz auf. Er gibt eine Gesamtgröße von 332 Morgen 45 Quadratruten an, davon 139 Morgen 40 Quadratruten Acker, 55 Morgen 162 Quadratruten Wiesen und 98 Morgen 149 Quadratruten Wald.
1840 hatte Wendisch Rietz 155 Einwohner in 20 Wohnhäusern. Glubig ist als Etablissement und die Neue Mühle als Wassermühle und Forsthaus bezeichnet.
1853 wurde die 1807 erbaute Floßschleuse bei Wendisch Rietz in eine Kammerschleuse umgebaut.
1858 hatte die Landgemeinde Wendisch Rietz im Kernort 186 Einwohner in 11 Wohnhäusern; hinzu kamen ein öffentliches Gebäude und 22 Wirtschaftsgebäude, darunter eine Wassergetreide-, Schneide- und Ölmühle. Hinzu kamen zwei Wohnhäuser und ein Wirtschaftsgebäude im Wohnplatz Glubig mit 11 Einwohnern, und ein Wohnhaus mit acht Einwohnern im Wohnplatz Neue Mühle. Die Neue Mühle wird als Wassergetreide- und Ölmühle bezeichnet. Zum Gutsbezirk Wendisch Rietz zählten 5 Wohnhäuser mit 46 Bewohnern, also insgesamt 251 Einwohner in 37 Wohnhäusern. Der Gemeindebezirk umfasste 605 Morgen, davon 5 Morgen Gehöfte, 13 Morgen Gartenland, 424 Morgen Acker, 24 Morgen Wiesen, 66 Morgen Weide und 73 Morgen Wald. Der Gutsbezirk hatte 335 Morgen, davon 2 Morgen Gehöfte, 8 Morgen Gartenland, 139 Morgen Acker, 56 Morgen Wiese, 15 Morgen Weide und 115 Morgen Wald. Im Gutsbezirk bzw. auf dem Vorwerk wurden 13 Pferde, 24 Kühe und 300 Schafe gehalten. Die Einwohner des Gemeindebezirks besaßen insgesamt 5 Pferde, 90 Kühe und 19 Schafe (jeweils einschließlich der Wohnplätze Glubig und Neue Mühle).
1860 wurde der Bau der Chaussee von Prierosbrück über Storkow (Mark) nach Beeskow genehmigt. 1861 war die Chaussee dann tatsächlich auch im Bau. Beim Fischerhaus Köllnitz, bei der Neuen Mühle und nahe der Kolonie Vorheide bei Beeskow befand sich jeweils eine Chausseegeldhebestelle (bzw. ein Chausseehaus).
1859 und 1862 gehörte das Vorwerk in Wendisch Rietz einem Gutsbesitzer Coste. 1879 ist dieser Gutsbesitzer Johann Wilhelm Coste genannt. Außer dem Besitzer des Gutes wohnten 1864 sieben Kossäten- und eine Büdnerfamilie in Wendisch Rietz.
1885 wird Erich Adler als Besitzer des Vorwerks in Wendisch Rietz (und Dahmsdorf) ausgewiesen. Das Gut hatte eine Gesamtgröße von 238 ha, davon 172 ha Acker, 24 ha Wiesen, 1 ha Hutung, 38 ha Wald und 3 ha Ödland, Wege etc. Der Grundsteuerreinertrag belief sich auf 1974 Mark. Schwerpunkt der Wirtschaft waren die Jungviehaufzucht, die Butterherstellung und der Verkauf von Kühen. 1896 finden sich dieselben Angaben.
1895 standen 37 Wohnhäuser im Gemeindebezirk und zwei Häuser im Gutsbezirk. 1898 wurde die Bahnstrecke Grunow–Königs Wusterhausen zwischen Beeskow und Storkow (Mark) fertig gestellt. Wendisch Rietz erhielt den Bahnhof Scharmützel (später Bahnhof Wendisch Rietz).

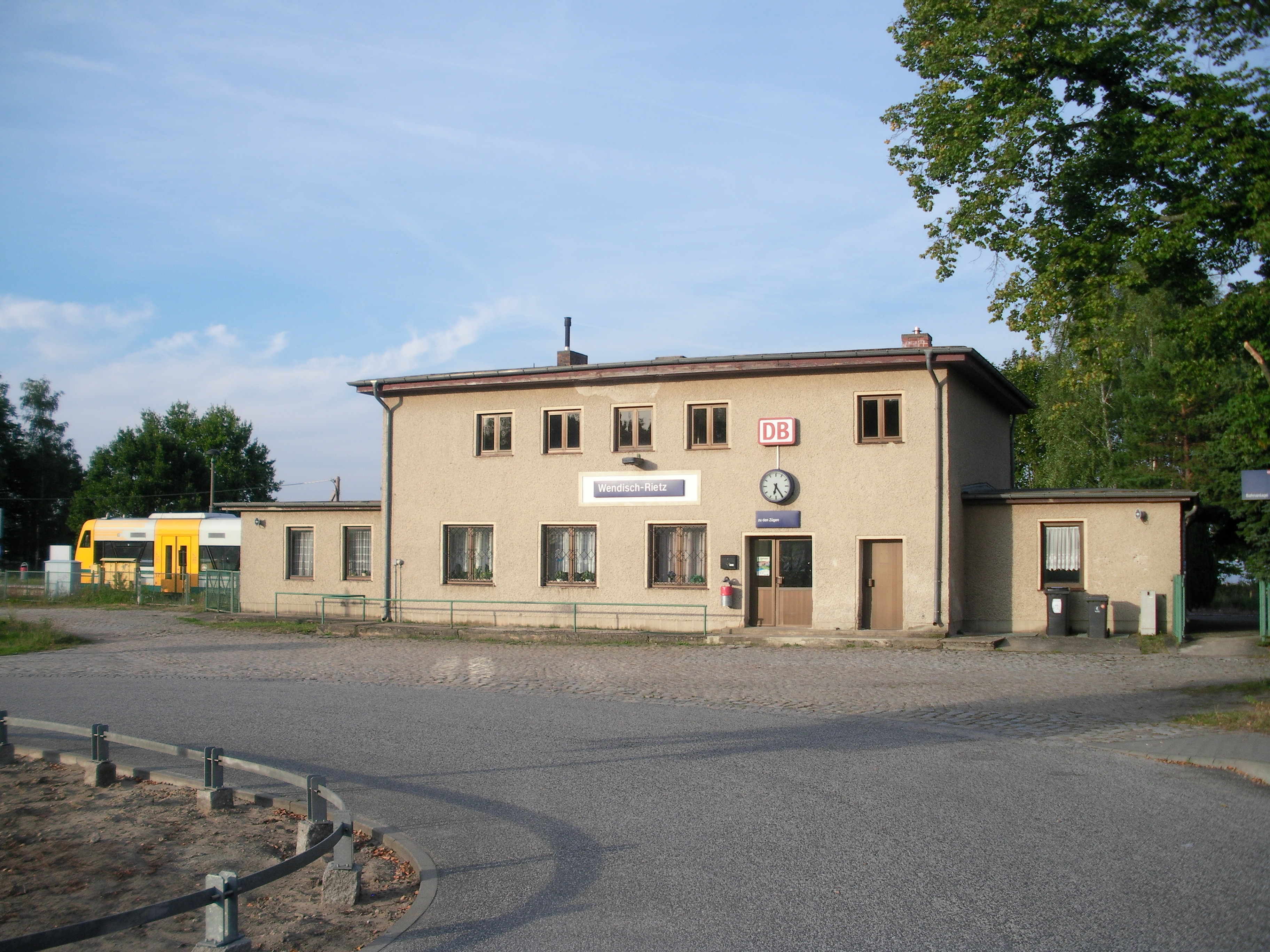
Bahnhof Wendisch Rietz

Erich Adler hat wohl Teile des Gutes sukzessive verkauft. 1903 hatte das Gut noch 88 ha, 1907 eine Gesamtgröße von nur noch 75½ ha. Auf dem Hof standen vier Pferde und 22 Stück Rindvieh, davon 12 Kühe. 1914 ist immer noch Erich Adler Besitzer des Gutes. 1921 hatte dann Otto Adler das Gut übernommen, ebenso noch 1929.
1931 wurden in Wendisch Rietz schon 73 Wohnhäuser gezählt. 1939 gab es in Wendisch Rietz einen land- und forstwirtschaftlichen Betrieb mit über 100 ha, zwei Betriebe mit 20 bis 100 ha, zwei Betriebe mit 10 bis 20 ha, neun Betriebe mit 5 bis 10 ha und 31 Kleinstbetriebe mit 0,5 bis 5 ha.
In der Zeit des Nationalsozialismus hieß der Ort ab 1937 Märkisch Rietz. Die Umbenennung wurde 1947 wieder rückgängig gemacht. Das im Historischen Gemeindeverzeichnis genannte Datum 1956 für die Rückbenennung ist falsch.
In der Bodenreform wurden nur 26 ha enteignet und 1,4 ha an zwei Landarbeiter und landlose Bauern sowie 24,6 ha an 10 landarme Bauern aufgeteilt. 1960 hatte sich eine LPG Typ I mit 24 Betrieben, 32 Mitgliedern und 112 ha landwirtschaftlicher Nutzfläche gebildet. 1977 hatte die Gärtnerische Produktionsgenossenschaft Solana einen Betriebsteil in Wendisch Rietz. Weiters hatte die Produktionsgenossenschaft werktätiger Fischer Storkow eine Brigade Scharmützelsee Wendisch Rietz. Die Oberförsterei Lindenberg hatte ihren Sitz in Wendisch Rietz.
Verwaltungsgeschichte
Wendisch Rietz war ein Vasallendorf der ursprünglich zur Niederlausitz gehörenden Herrschaft Storkow, die 1556 zunächst an das markbrandenburgische Teilfürstentum des Johann von Küstrin und 1576 endgültig an den brandenburgischen Kurfürsten kam. 1573 kam das Dorf an das Amt Storkow. Aus den beiden Herrschaften Beeskow und Storkow bildete sich allmählich der Beeskow-Storkowische Kreis heraus, der zum Landesteil Neumark gerechnet wurde. In der Kreisreform 1816/17 wurde nun dieser Kreis aufgelöst und das Gebiet der früheren Herrschaft Storkow mit dem Gebiet des Teltowischen Kreises zum Kreis Teltow-Storkow im Regierungsbezirk Potsdam zusammengeschlossen, der aber 1836 wieder aufgelöst wurde. Danach wurde quasi die frühere Kreisgliederung wieder hergestellt, die Gebiete der beiden früheren Herrschaften Beeskow und Storkow wurden wieder zu einem Kreis zusammengeschlossen, dem Kreis Beeskow-Storkow, der insgesamt dem Regierungsbezirk Potsdam der Provinz Brandenburg zugewiesen wurde.
1872/74 wurde das Amt Storkow aufgelöst und die Verwaltungsaufgaben auf den Kreis und die neugegründeten Amtsbezirke übertragen. Wendisch Rietz wurde dem Amtsbezirk 10 Reichenwalde des Kreises Beeskow-Storkow zugewiesen. 1904 wurde die Einheit des Gutsbezirks Wendisch Rietz mit Teilen von Dahmsdorf aufgelöst und 162 ha wurden mit dem Gemeindebezirk Dahmsdorf vereinigt. 1928 wurde der Gutsbezirk Wendisch Rietz mit dem Gemeindebezirk zur Landgemeinde Wendisch Rietz vereinigt. Mit der Auflösung des Gutsbezirks Silbersee wurden große Flächen dieses Gutsbezirks mit Großem Glubigsee, Spring-See und Mehlang-See mit der Landgemeinde Wendisch Rietz vereinigt. Auch Teile des aufgelösten Gutsbezirks Schwenow Forst wurde eingegliedert. 1931 wurden folgende Wohnplätze ausgewiesen: Glubig, Neue Mühle, Bahnhof Scharmützelsee, Schwarzhorn und Siedlung Wendisch Rietz.
Wendisch Rietz gehörte zwischen 1950 und 1952 zum Kreis Fürstenwalde. In der umfassenden Kreisreform von 1952 wurde er dem neugeschaffenen Kreis Beeskow im DDR-Bezirk Frankfurt (Oder) zugeordnet. 1957 wurden folgende Wohnplätze ausgeschieden: Neue Mühle, Bahnhof Scharmützelsee, Schwarzhorn und Siedlung am Scharmützelsee. 1973 wurde von der Gemeinde Behrensdorf der Wohnplatz Behrensdorf Siedlung eingegliedert.
Von 1990 bis 1993 gehörte der Kreis Beeskow dann zum Land Brandenburg. Die Kreise Beeskow, Eisenhüttenstadt und Fürstenwalde sowie die kreisfreie Stadt Eisenhüttenstadt wurden 1993 zum Landkreis Oder-Spree vereinigt.
Mit der Bildung der Ämter 1992 im Land Brandenburg schloss sich Wendisch Rietz mit acht anderen Gemeinden zum Amt Scharmützelsee zusammen. Wendisch Rietz ist eine der fünf noch selbstständigen Gemeinden des Amtes Scharmützelsee (Stand: 2019).
Kirchliche Geschichte

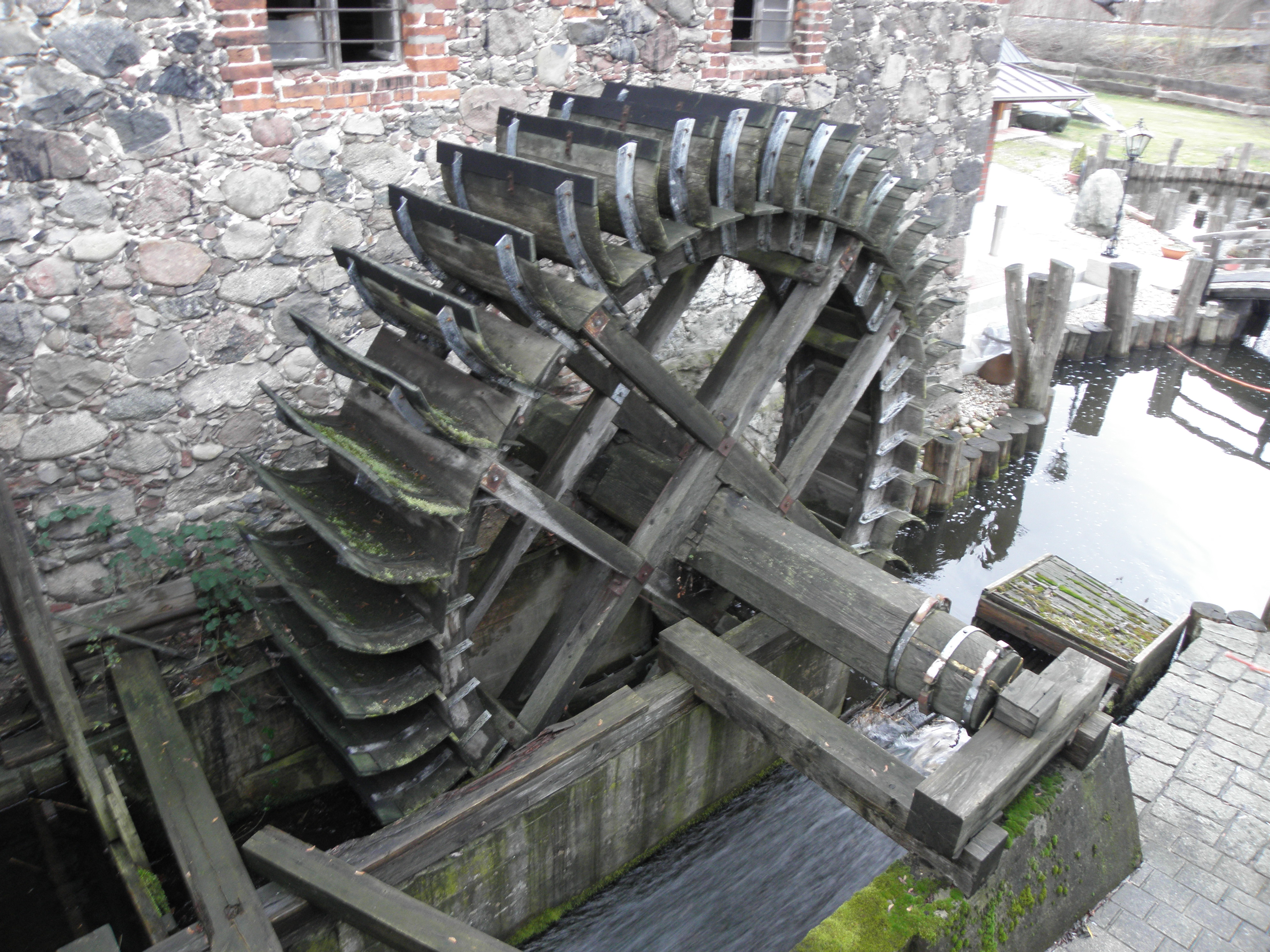
Unterschlächtiges Mühlrad der Neuen Mühle

Wendisch Rietz hat keine Kirche und besaß wohl auch im Mittelalter keine. Der Ort war immer, soweit bekannt, nach Dahmsdorf eingepfarrt.
Mühlen von Wendisch Rietz
Die am westlichen Rand des ursprünglichen Ortskerns gelegene (alte) Wassermühle von Wendisch Rietz wurde bereits 1416 urkundlich genannt. Sie wurde 1416 und 1444 getrennt von der Belehnung des Ortes vergeben. 1451 und 1529 hatte der Altar St. Barbara in der Pfarrkirche von Storkow (Mark) Rechte an der Mühle. Die Mühle wurde vermutlich im Dreißigjährigen Krieg zerstört und zunächst nicht wieder aufgebaut.
1641 wird erstmals wieder eine Mühle, die Neue Mühle genannt. Auch 1735 ist nur ein Wassermüller erwähnt. Erst 1745 wird (wieder) eine Wassermühle mit einem Gang und eine Walkmühle, die Neue Mühle genannt. 1864 sind immer noch zwei Mühlen erwähnt. Berghaus beschreibt die alte Wassermühle als unterschlächtige Mahl- und Schneidemühle.

## Bevölkerungsentwicklung
| Jahr | Einwohner |
| ---- | --------- |
| 1774 | 102       |
| 1801 | 118       |
| 1817 | 108       |
| 1837 | 155       |
| 1858 | 232       |

| Jahr | Einwohner |
| ---- | --------- |
| 1875 | 248       |
| 1890 | 252       |
| 1910 | 249       |
| 1925 | 398       |
| 1933 | 398       |
| 1939 | 415       |

| Jahr | Einwohner |
| ---- | --------- |
| 1946 | 0647      |
| 1950 | 0641      |
| 1964 | 0605      |
| 1971 | 0534      |
| 1981 | 1 031     |
| 1985 | 1 063     |

| Jahr | Einwohner |
| ---- | --------- |
| 1990 | 1 055     |
| 1995 | 1 066     |
| 2000 | 1 306     |
| 2005 | 1 424     |
| 2010 | 1 406     |
| 2015 | 1 531     |

| Jahr | Einwohner |
| ---- | --------- |
| 2020 | 1 620     |
| 2021 | 1 642     |
| 2022 | 1 624     |
| 2023 | 1 644     |
| 2024 | 1 662     |

Gebietsstand des jeweiligen Jahres, Einwohnerzahl: Stand 31. Dezember (ab 1991),, ab 2011 auf Basis des Zensus 2011, ab 2022 auf Basis des Zensus 2022

## Politik

### Gemeindevertretung
Die Gemeindevertretung von Wendisch Rietz besteht aus zwölf Gemeindevertretern und dem ehrenamtlichen Bürgermeister. Die Kommunalwahl am 9. Juni 2024 führte bei einer Wahlbeteiligung von 68,0 % zu folgendem Ergebnis:
| Partei / Wählergruppe                  | Stimmenanteil 2019 | Sitze 2019 |         | Stimmenanteil 2024 | Sitze 2024 |
| -------------------------------------- | ------------------ | ---------- | ------- | ------------------ | ---------- |
| Freie Wählergruppe Wendisch Rietz      | 013,4 %            | 2          | 100,0 % | 12                 |            |
| Offene Wählergruppe für Wendisch Rietz | 38,0 %             | 5          | –       | –                  |            |
| Bürgernah für unsere Gemeinde          | 20,7 %             | 2          | –       | –                  |            |
| Wendisch Rietz - aktiv & gesund        | 17,6 %             | 2          | –       | –                  |            |
| Einzelbewerber Eddy Rintisch           | 08,9 %             | 1          | –       | –                  |            |
| FDP                                    | 01,2 %             | –          | –       | –                  |            |
| Insgesamt                              | 100 %              | 12         | 100 %   | 12                 |            |

### Bürgermeister
- 1990–2021: Siegward Wiesner (Einzelbewerber)[52]
- seit 2021: Andreas Diebert (Freie Wählergruppe Wendisch Rietz)

Wiesner wurde in der Bürgermeisterwahl am 22. Mai 2019 mit 62,2 % der gültigen Stimmen wiedergewählt. Er verstarb am 9. November 2021.
Die Gemeindevertretung wählte am 15. Dezember 2021 Diebert zu seinem Nachfolger. Er wurde in der Bürgermeisterwahl am 9. Juni 2024 ohne Gegenkandidat mit 75,9 % der gültigen Stimmen in seinem Amt bestätigt. Seine Amtszeit beträgt fünf Jahre.

### Wappen
Das Wappen der Gemeinde wurde am 16. Oktober 1997 genehmigt.
Blasonierung: „In Gold eine eingebogene blaue Spitze, darin ein goldenes Steuerrad, vorne nach der Figur begleitet von einem gestürzten schwarzen Zander, hinten von drei schwarzen Kiefernzapfen (2:1).“

## Sehenswürdigkeiten
Die Denkmalliste des Landes Brandenburg für den Landkreis Oder-Spree verzeichnet neun Bodendenkmale und ein Baudenkmal:
Bodendenkmale
- Nr. 90555 Storkow Flur 15 / Wendisch Rietz, Flur 2: eine Siedlung der Steinzeit
- Nr. 90555 Wendisch Rietz Flur 1: eine Siedlung der Steinzeit
- Nr. 90633 Wendisch Rietz Flur 2: eine Siedlung des Neolithikums
- Nr. 90634 Wendisch Rietz Flur 2: der Dorfkern der Neuzeit, der Dorfkern des deutschen Mittelalters
- Nr. 90635 Wendisch Rietz Flur 3: eine Pechhütte der Neuzeit
- Nr. 90636 Wendisch Rietz Flur 3: eine Mühle der Neuzeit
- Nr. 90638 Wendisch Rietz Flur 7: eine Siedlung des Neolithikums, eine Siedlung der Bronzezeit
- Nr. 90639 Wendisch Rietz Flur 7: eine Siedlung der Urgeschichte, eine Siedlung der Steinzeit
- Nr. 91087 Wendisch Rietz Flur 2: eine Siedlung der Urgeschichte

Baudenkmal
Einziges Baudenkmal ist:
- Nr. 09115276 Wendisch Rietz, Beeskower Chaussee 17: Neue Mühle (Wassermühle)

## Wirtschaft und Infrastruktur
In Wendisch Rietz befindet sich die Oberbergklinik Berlin/Brandenburg, eine der drei privaten Akutkliniken für Psychiatrie, Psychosomatik und Psychotherapie, die vom Neurologen Matthias Gottschaldt gegründet wurden. Sie ist spezialisiert auf die Behandlung von Menschen mit Depressionen, Abhängigkeitserkrankungen, Burn-out sowie Angst- und Panikstörungen.

### Verkehr

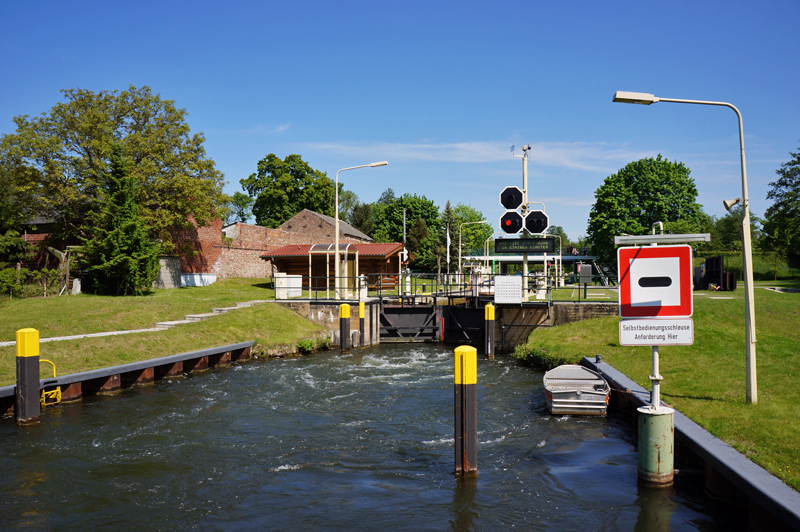
Schleuse Wendisch Rietz

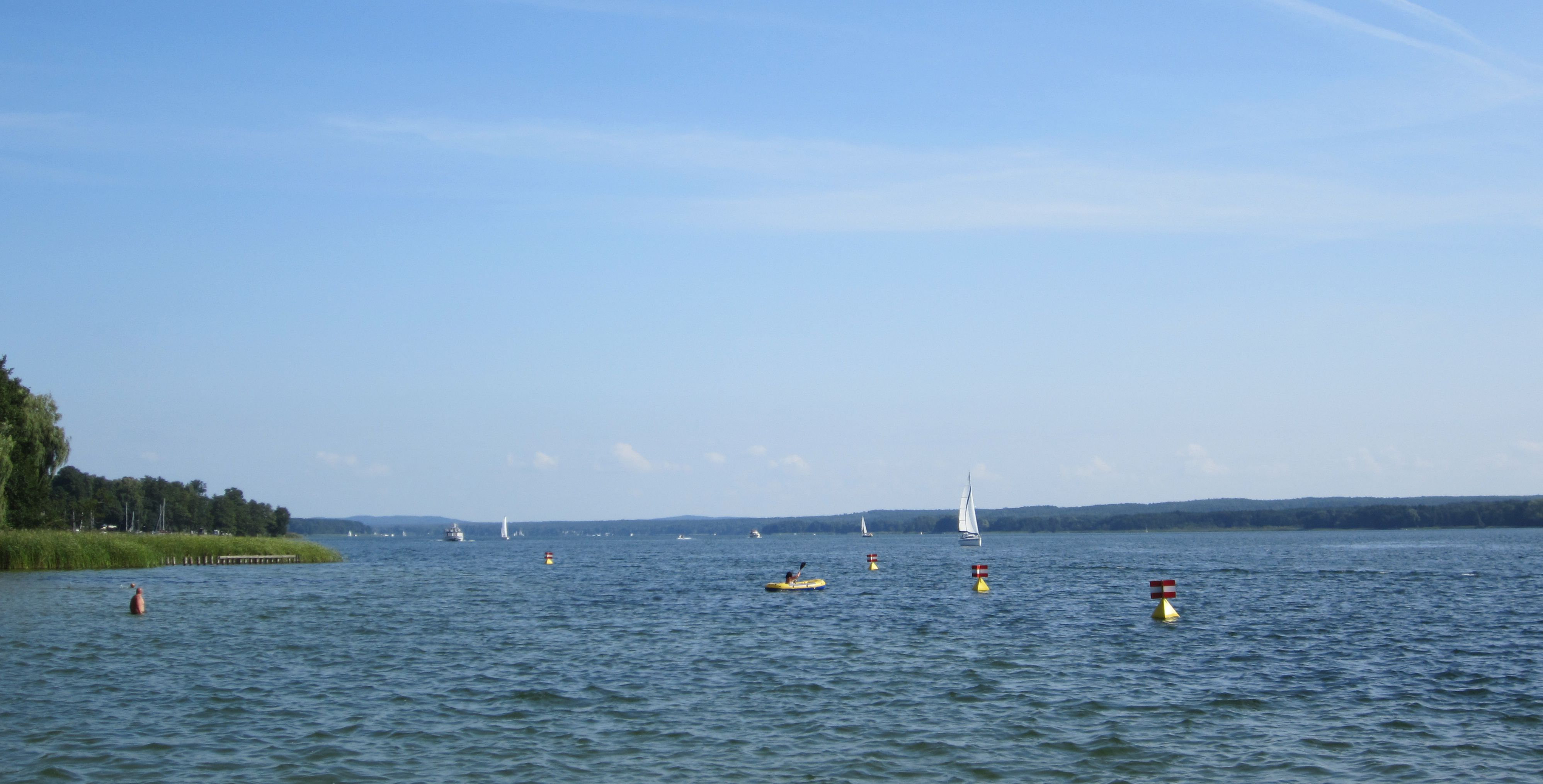
Scharmützelsee in Wendisch Rietz

Die B 246 von Storkow (Mark) nach Beeskow durchquert das Gemeindegebiet. Die nächstgelegene Autobahnanschlussstelle ist Storkow an der A 12 (Berlin – Frankfurt (Oder)).
Die Regionalbahnlinie RB 36 verbindet den Haltepunkt Wendisch Rietz an der Bahnstrecke Grunow–Königs Wusterhausen mit Frankfurt (Oder) bzw. Königs Wusterhausen.
Die Schleuse Wendisch Rietz liegt an der Bundeswasserstraße Storkower Gewässer.

### Freizeit und Tourismus
Die Gemeinde ist seit 2001 anerkannter Erholungsort. Durch seine Lage am Storkower Gewässer und am Scharmützelsee kann der Ort als Ausgangspunkt zum Wasserwandern genutzt werden. Der Scharmützelsee bietet sich aufgrund seiner Nord-Süd-Lage als Segelrevier an.
Ferienzentren wie der Ferienpark am Glubigsee (ehemaliges Arminiushotel und Landal GreenPark) und der Ferienpark am Scharmützelsee sind entstanden. Des Weiteren bieten sich ein Campingplatz sowie Hotels und Pensionen als Übernachtungsmöglichkeiten an. Am Badestrand am Scharmützelsee direkt im Ferienpark befinden sich die Wassersportstation Surf-and-Fun mit Bootsvermietung und der Satama-Saunapark. Von Ostern 2011 bis Oktober 2019 gab es am Bahnhofsvorplatz den Eisenbahnpark Wendisch Rietz, eine personenbefördernde Gartenbahn.

## Persönlichkeiten
- Werner Voigt (1928–2024), Maler und Grafiker, lebte und arbeitete seit 1983 im Ort